# Ordine di Khalifa
L'Ordine di al-Khalifa è la più alta onorificenza del Bahrein. L'onorificenza indica la vicinanza delle nazioni Singapore e Bahrein.

## Storia
L'Ordine di Al-Khalifa (Wissam al-Khalifa): fondato da Hamad bin Isa al-Khalifa il 7 febbraio 1940 in tre classi (Stella, Decorazione e Medaglia). Rianimato e riorganizzato da Isa II bin Salman al-Khalifa nel 1976 come ricompensa per servizi eccezionali allo stato. Successivamente viene assegnato in una classe eccezionale (Qiladat al-Khalifa o la collana Al-Khalifa - limitata ai Capi di stato) e cinque classi ordinarie.
Nel 1990 è stato conferito il Gran Collare dell'Ordine di al-Khalifa a Jigme Singye Wangchuck.
Il 28 luglio 2001 è stato conferito il Gran Collare dell'Ordine di al-Khalifa a Muhammad VI del Marocco.
Nel 2010 l'Ordine di al-Khalifa è stato conferito a S.R. Nathan dall'attuale re Hamad bin Isa Al Khalifa durante il loro primo incontro.